# Carmen Phillips (1937–2002)
Ne doit pas être confondu avec Carmen Phillips (1895-1936).
Carmen Phillips, née le 9 janvier 1937 à San Francisco aux États-Unis, est  une actrice américaine. Elle meurt, d'un  cancer, le 23 septembre 2002 à Hollywood aux États-Unis et est enterrée au cimetière de Santa Barbara. Durant sa carrière, elle milite pour les droits des acteurs mais également pour ceux des animaux.

## Filmographie
La filmographie de Carmen Phillips, comprend les films suivants  : 
- 1969 : Easy Rider
- 1967 : Le Diable à trois
- 1966 : Don't Worry, We'll Think of a Title
- 1966 : Laredo (série télévisée)
- 1965 : The Hollywood Palace (série télévisée)
- 1962-1965 : Suspicion (série télévisée)
- 1964 : Pas de printemps pour Marnie
- 1964 : Destry (série télévisée) (en)
- 1963-1964 :  The Lieutenant (en) (série télévisée)
- 1963 : The Wheeler Dealers
- 1963 : Breaking Point (en)
- 1963 : The Dick Powell Show (en) (série télévisée)
- 1962 : Convicts 4
- 1962 : Coups de feu dans la Sierra
- 1961 : Tales of Wells Fargo (en)
- 1961 : Laramie (série télévisée)
- 1961 : Les barons de la pègre (en) (série télévisée)
- 1961 : Miami Undercover (en) (série télévisée)
- 1961 : Route 66 (série télévisée)
- 1960-1961 : Michael Shayne (en) (série télévisée)
- 1960 : The Deputy (série télévisée)
- 1960 : 77 Sunset Strip (série télévisée)
- 1960 : L'inconnu de Las Vegas
- 1960 : Les Rats de caves
- 1960 : Perry Mason (série télévisée)
- 1960 : Ne mangez pas les marguerites
- 1960 : Aventures dans les îles (série télévisée)
- 1959 : Peter Gunn (série télévisée)
- 1959 : Tout commença par un baiser
- 1959 : One Step Beyond (série télévisée)
- 1959 : Une fille très avertie
- 1959 : Monsieur et Madame détective (série télévisée)
- 1958 : Comme un torrent
- 1958 : Traquenard
- 1958 : Jeunesse droguée
- 1958 : Alfred Hitchcock présente (série télévisée)